# Roelf Heyen
Roelf Heyen (* 12. Dezember 1938 in Emden; † 5. Juni 1975 in West-Berlin) war ein deutscher Politiker (SPD).

## Leben
Nach dem Schulbesuch wurde Roelf Heyen Tischler und Schiffszimmermann. Auf dem zweiten Bildungsweg erwarb er die Hochschulreife; danach studierte er Politik und Geschichte an der Freien Universität Berlin. 
Heyen trat schon 1953 dem DGB und 1956 der SPD bei. Während seines Studiums war er Kreissekretär der SPD in Berlin-Zehlendorf. Nach seinem Studium war er von 1963 bis 1970 Chefredakteur der Parteizeitung Berliner Stimme. Daneben war er von 1963 bis 1965 stellvertretender Vorsitzender und von 1965 bis 1967 Vorsitzender der Berliner Jungsozialisten. Er war auch Mitglied des Landesvorstandes der Berliner SPD und seit 1972 Vorsitzender des SPD-Kreisverbandes Berlin-Zehlendorf.
Von 1969 bis zu seinem Tode war Heyen als Berliner Abgeordneter Mitglied des Bundestages. Ein Schwerpunkt seiner Tätigkeit waren die innerdeutschen Beziehungen, die Angelegenheiten Berlins und die Beziehungen Berlins zum Bund.
Schon im Jahre 1970 musste Heyen sich wegen einer schweren Herzerkrankung eine künstliche Herzklappe einsetzen lassen. Zunächst erholte er sich, starb dann aber im Alter von nur 36 Jahren. Er hinterließ seine Ehefrau und einen Sohn. Sein Bundestagsmandat übernahm Peter Männing.